# Eucera thoracica
Eucera thoracica är en biart som beskrevs av Maximilian Spinola 1839. Eucera thoracica ingår i släktet långhornsbin, och familjen långtungebin. Inga underarter finns listade i Catalogue of Life.